# GDDR4
GDDR4 (Graphics Double Data Rate 4)是一款顯示卡專用記憶體，由JEDEC制定。GDDR4基於DDR3，用來取代基於DDR2的GDDR3。
GDDR4推出一年便被GDDR5取代了。只有ATi曾經推出採用GDDR4的顯示卡，其他廠商均由GDDR3直接跳到GDDR5。

## 技術
- 使用数据总线转位技术 (Data Bus Inversion)
- 预取由4位元增加到8位元 (跟DDR3相同)